# Encs
Encs [enč] (slovensky Enč nebo Enča) je město v severovýchodním Maďarsku v župě Borsod-Abaúj-Zemplén. Nachází se asi 32 km severovýchodně od Miškovce a je správním městem stejnojmenného okresu. V roce 2018 zde žilo 6 254 obyvatel, z nichž dle údajů z roku 2001 tvoří 70 % Maďaři a 18 % Romové; 12 % obyvatel svou národnost nepřiznalo.
Město leží blízko řeky Hernád. Nejbližšími městy jsou Abaújszántó a Szikszó. Nedaleko jsou též obce Forró, Gibárt, Hernádszentandrás, Ináncs, Méra, Novajidrány a Szalaszend.